# アルクトゥールスへの旅
『アルクトゥールスへの旅』もしくは『アルクトゥルスへの旅』（A Voyage to Arcturus）とはデイヴィッド・リンゼイが1920年に発表した幻想小説で、彼の代表作。

## あらすじ
友人のナイトスポアとともに降霊会に参加した青年マスカルはギリシャ彫刻のような美しい霊を目撃するが突如乱入して来たクラーグを名乗る男が霊の首をへし折ってしまう。すると霊は痴呆のような下品な表情を浮かべて死んでしまう。
ナイトスポアの古い知り合いだというクラーグの誘いで三人はそのまま宇宙の創造主サーターを求めて恒星アルクトゥールスを巡る惑星トーマンスへの宇宙旅行に行くことになる。
マスカルは水晶でできた宇宙船に案内されそれに乗るがふと気が付くと自分が道中の記憶もあやふやなまま一人で異星の砂漠に倒れていることに気づく。
マスカルは体が地球にいた時よりも重く感じてうまく動くことができなかったが、最初に出会った現地人のジョイウィンドから「軽い血」を交換して貰う。
これによりマスカルはトーマンスでも活動できるようになり、身体に第三の目などの新たな器官が生じて体を作り替えながら異星の環境に適応していく。
放浪の末、マスカルはクラーグと再会し「サーターの海」で死ぬが、死と同時にナイトスポアが現れる。宇宙全体を見渡せる「マスぺルの塔」にたどり着いたナイトスポアは驚くべきものを目撃する。

## 舞台
実在する恒星アルクトゥールスを巡る架空の惑星トーマンスが舞台であり、地表には深紅の砂漠が広がっている。アルクトゥールスは二重星であり（これは天文学的には事実ではない）トーマンス人は二つの太陽をブランチスペル（太陽と同じ三原色を持つ）とアルペイン（青の他に太陽と異なる二つの原色を持つ）と呼んでいる。
植物はすみれ色の葉と黒い茎をもち、紫色の根をまといのように回す草やタンポポの種のように空中を漂いながら空気中から養分をとる植物などが自生している。

## 評価と影響
批評家、小説家、哲学者のコリン・ウィルソンは「20世紀で最も偉大な小説」と評し、C・S・ルイスの別世界物語に多大な影響を与えたとされ、J・R・R・トールキンはこの本を「熱心に読んだ」と述べていた。クライブ・バーカーは「傑作」、「並外れた作品...かなり素晴らしい」と述べた。この本はリンゼイの生前には無名だったが、1946年以降何度も再出版された。小説家のマイケル・ムアコックなどの批評家は、この本は「絶対性へのコミットメント」と「神に疑問を投げかける天才性」という面で高い影響力を持ったと指摘している。
BBCは、1956年に小説を原作とするラジオドラマを発表した。
ウィリアム・J・ホロウェイはこの小説をもとに1970年に71分の映画を作成した。この映画は長年利用できなかったが、2005年にソフト版が発売された。
1985年、デビッド・ウォルプによる3時間の演劇がロサンゼルスで上演された。
1983年にはポール・コーフィールド・ゴッドフリーとリチャード・チャールズ・ローズによるオペラが上演された。ジャズ作曲家のロン・トーマスは、2001年に小説に触発されたコンセプトアルバムを発表した。
ウクライナのハウスプロデューサーであるヴァクラ(ミハイロ・ヴィティク)は、2015年にトリプルLPとして「アークトゥルスへの航海」というタイトルの架空のサウンドトラックをリリースした。
2019年にはフィル・ムーアによるミュージカルが上演された。

## 日本語訳
- 『アルクトゥルスへの旅』上・下 荒俣宏訳 国書刊行会 世界幻想文学大系 第28巻（1980年1月 - 2月）
- 『アルクトゥールスへの旅』中村保男・中村正明訳 サンリオSF文庫 (1980年6月)
- 『アルクトゥールスへの旅』中村保男・中村正明訳 文遊社 (2014年、改訂新版)